# Славинський Микола Борисович
Мико́ла Бори́сович Слави́нський (*28 березня 1948, село Павлівка Світловодського району Кіровоградської області) — український прозаїк і журналіст, літературний критик.
Член Національної спілки письменників України (з 1988). Директор видавництва «Український письменник».

## Біографія
1978 року закінчив факультет журналістики Київського університету. Працював у газетах «Молода гвардія» та «Літературна Україна», завідувачем відділу журналу «Київ», у часописах «Україна», «Слово і час», «Віче», головним редактором журналу «Науковий світ». Член ради та президії Національної спілки письменників України.
8 квітня 2016 ухвалою правління Національної спілки письменників України Микола Славинський затверджений на посаду директора видавництва «Український письменник».

## Творчість
Видав збірку літературно-критичних есе «Як зловити сонячний промінь» (1980), «Волшебные звезды детства» (1984), «Від імені свого покоління» (1985), документально-художню книжку (у співавторстві з Едуардом Першиним) «Ключі до заповітного» (1987), повість «Третій арешт» (журнал Київ, 1983). Автор багатьох літературознавчих досліджень, кримінального роману «Немовлята сатани» (2008), документальної оповіді «Євген Товстуха: двадцять тисяч секретів», «Тайнопис миті» та інших творів.
Книжку Миколи Славинського «Колеги: шляхи та роздоріжжя» (Київ: Дивосвіт, 2014) Національна спілка письменників України висунула на здобуття Національної премії України імені Тараса Шевченка 2016 року.
Секретар НСПУ, голова творчого об'єднання пригодників та фантастів.

## Відзнаки
- Почесна грамота Верховної Ради України